# Drago Černuta
Drago Černuta, veteran vojne za Slovenijo, * 4. januar 1965, Tolmin.

## Odlikovanja in priznanja
- medalja za hrabrost (29. november 2000)